# Hudea, Vînohradiv
Hudea (în ucraineană Гудя, în maghiară Gődényháza) este un sat în comuna Techez din raionul Vînohradiv, regiunea Transcarpatia, Ucraina.

## Istorie
A fost întemeiat în 1262 de către Nede, unul dintre strămoșii familiei Gődény, într-o zonă pe care a primit-o de la regele Ștefan al V-lea în schimbul moșiei sale numită Adorján.

## Demografie
Componența lingvistică a localității Hudea
     Ucraineană (50,84%)
     Maghiară (47,97%)
     Rusă (1,18%)
Conform recensământului din 2001, majoritatea populației localității Hudea era vorbitoare de ucraineană (50,84%), existând în minoritate și vorbitori de maghiară (47,97%) și rusă (1,18%).